# حركة فتح
حركة التحرير الوطني الفلسطيني (فتح) هي حركة ثورية أعلنت انطلاقتها في 1 كانون الثاني/يناير 1965، وتعد من أولى حركات النضال الفلسطيني ضد الاحتلال الإسرائيلي. ارتبطت حركة فتح بقائدها ياسر عرفات حتى وفاته عام 2004. وهي جزء رئيسي من الطيف السياسي الفلسطيني، وأكبر فصائل منظمة التحرير الفلسطينية.
كانت فتح أبرز الحركات السياسية الفلسطينية في الوطن والشتات منذ ستينيات القرن العشرين، حيث لعبت دورا رئيسيا في أحداث أيلول الأسود والحرب الأهلية اللبنانية، كما أجرت محادثات السلام مع إسرائيل في أوسلو وواشنطن.
خسرت حركة فتح أغلبية مقاعد المجلس التشريعي الفلسطيني في الانتخابات التشريعية في 25 يناير 2006 لصالح حركة حماس، التي تولت رئاسة اللجان البرلمانية. وقد أعقب فوز حماس في انتخابات المجلس التشريعي لعام 2006 وتلكؤ فتح في تسليم السلطات إليها استيلاء حماس على السلطة في قطاع غزة فيما عرف بالانقسام الفلسطيني الذي أدى إلى أن تدير حركة فتح شؤون الضفة الغربية وتترك شؤون قطاع غزة لحركة حماس.

## البنية
تتمركز سلطة القرار في حركة فتح بيد هيئتين رئيستين هما: المجلس الثوري لحركة فتح والذي يمثل اللجنة التشريعية للحركة، واللجنة المركزية لحركة فتح التي تمثل اللجنة التنفيذية لتشريعات المجلس الثوري، وعُرِف بأن أعضاء اللجنة المركزية للحركة يتم انتخابهم في مؤتمرات الحركة العامّة.

## النشأة

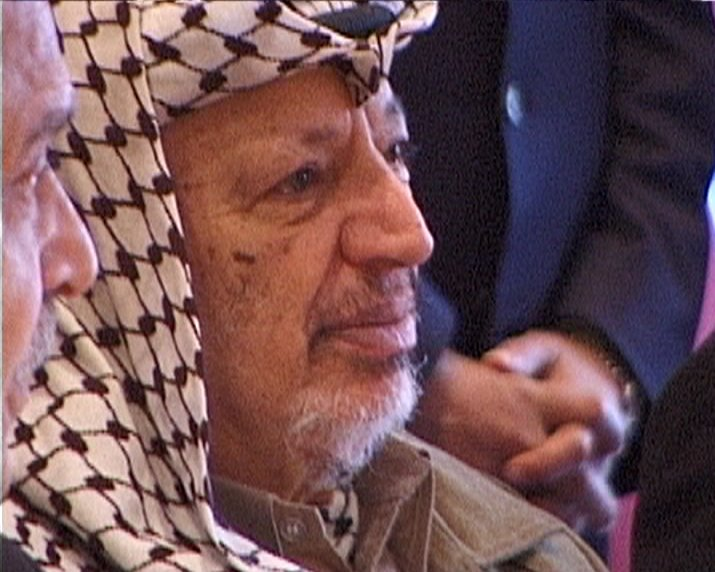
ياسر عرفات مؤسس حركة فتح وقائدها حتى وفاته سنة 2004

تعود جذور نشوء حركة «فتح» إلى نهاية الخمسينات من القرن الماضي، وعلى الأغلب في حدود عام 1958 حيث وصل ياسر عرفات وأبو جهاد في تلك الفترة إلى الكويت، وعملا على نشر جريدة «فلسطيننا» في تشرين أول 1959 بمساعدة توفيق الحوري.
تأسست حركة فتح على يد خمسة مؤسسين وهم: ياسر عرفات، وعادل عبد الكريم ياسين، وخليل الوزير، وعبد الله الدنان، وتوفيق شديد، ثم انضم لهم يوسف عميرة، ومنير سويد الذين تواصلوا مع مجموعة أخرى في الفلسطينيين العاملين في قطر تتمثل في يوسف النجار وكمال عدوان ومحمود عباس. وفي السعودية تشكلت خلية فيها عبد الفتاح حمود (أبو صلاح) وصـبحي أبوكـرش (أبو المنذر) وسعيد المزين (أبو هشام) على الأغلب بتواصل مع خليل الوزير وتشكلت الخلية الأولى في أوروبا الغربية في ألمانيا من هاني الحسن وهايل عبد الحميد كما تشكلت خلايا في إسبانيا والنمسا، وانتسب لاحقا في العام 1959 صلاح خلف وعلي الحسن ورفيق النتشة، وفي مطلع الستينات خالد الحسن (أبو السعيد) ومحمود مسودة (أبو عبيدة) وفتحي عرفات شقيق ياسر عرفات وآخرين غيرهم في نهاية الخمسينيات من أجل تحرير فلسطين وظل ياسر عرفات يشغل منصب القيادة فيها حتى وفاته في 2004. بعيد وفاة ياسر عرفات، تم تقسيم المنظمات التي كان يرؤسها حيث انتخب محمود عباس خلفا له في قيادة السلطة الفلسطينية ومنظمة التحرير بعد الانتخابات الرئاسية الأخيرة طرحت فتح محمود عباس ليكون مرشحها لرئاسة السلطة

## فتح ومنظمة التحرير الفلسطينية
تعد حركة فتح أكبر فصائل منظمة التحرير.

## حركة فتح في الأردن

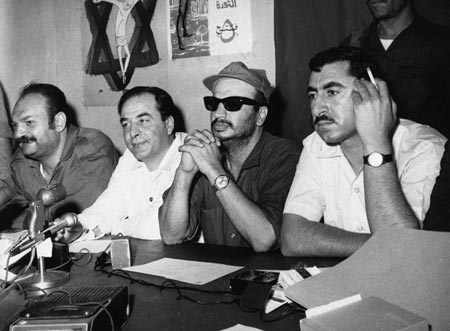
مؤتمر صحفي لنايف حواتمة وياسر عرفات وكمال ناصر في عمان في مطلع عام 1970

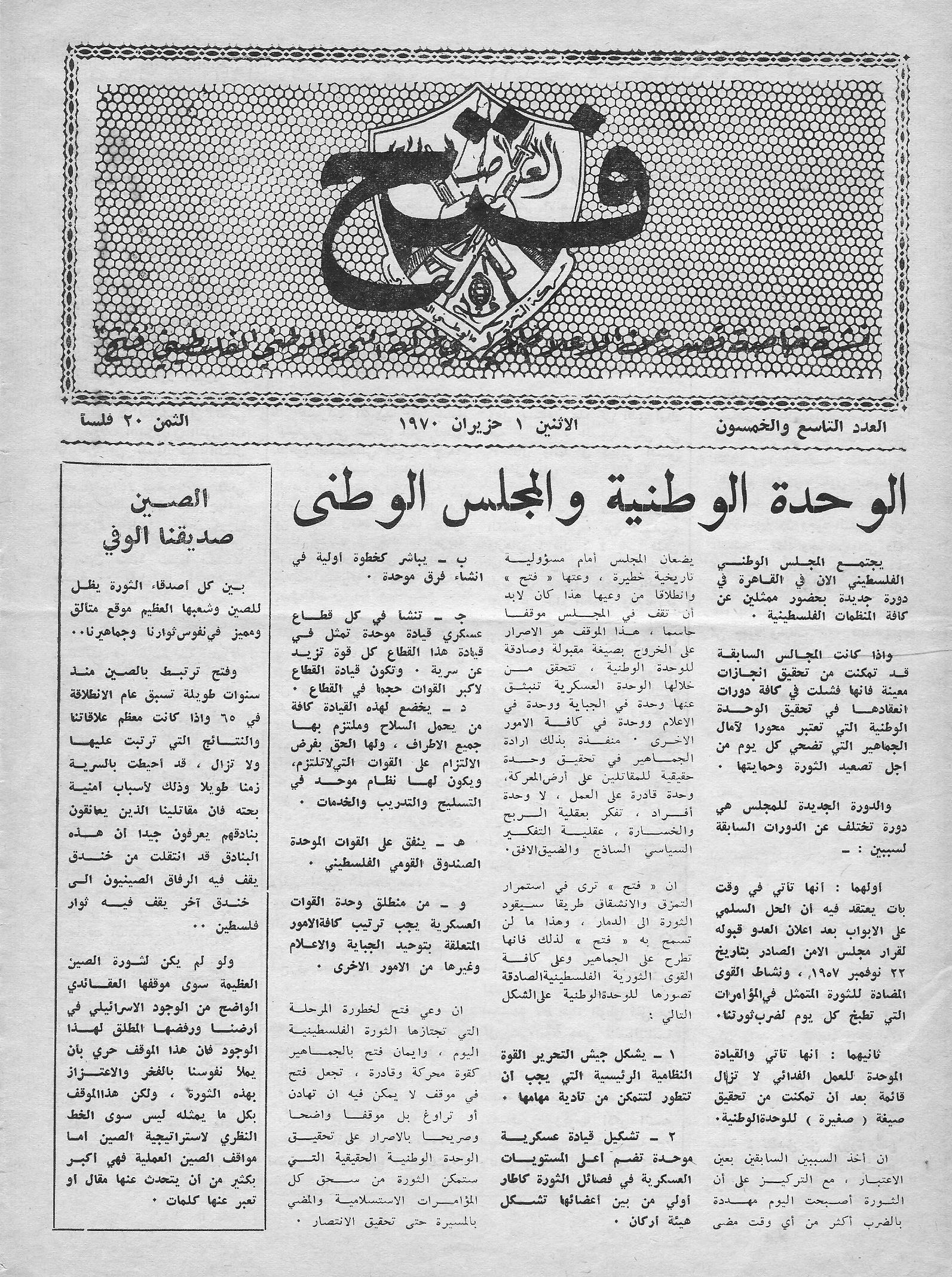
نشرة "فتح"، العدد 59، حزيران 1970

### معركة الكرامة

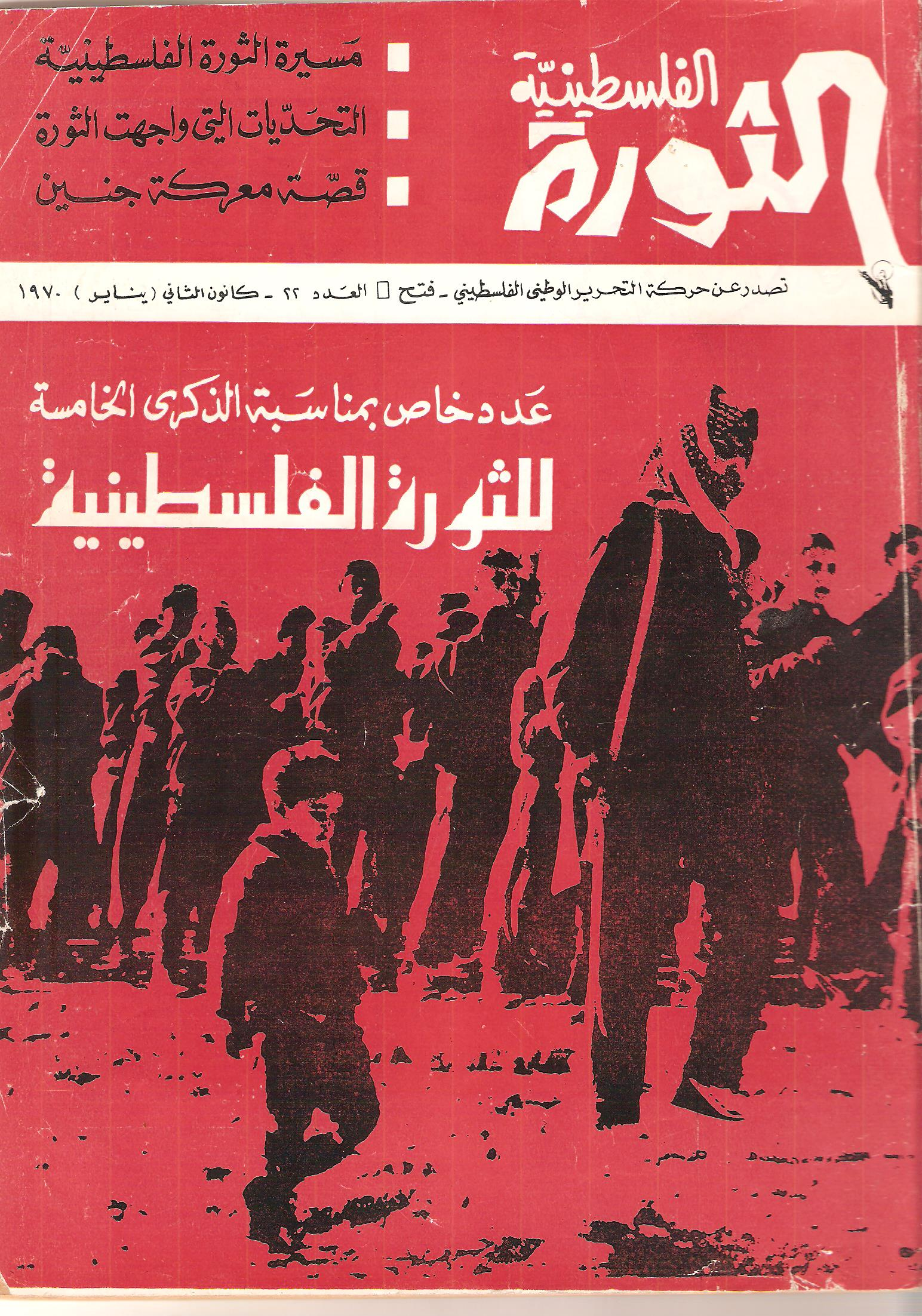
عدد من مجلة "الثورة الفلسطينية" التي أصدرتها حركة فتح في فترة الوجود المسلح في الأردن

وقعت معركة الكرامة في 21 آذار 1968 حين حاولت قوات الجيش الإسرائيلي القضاء على الثوار وقوات العاصفه التابعة لحركة فتح الفلسطينية احتلال الضفة الشرقية لنهر الأردن لأسباب تعتبرها إسرائيل إستراتيجية. وقد عبرت النهر فعلا من عدة محاور مع عمليات تجسير وتحت غطاء جوي كثيف. فتصدت لها قوات العاصفه لحركة فتح على طول جبهة القتال من أقصى شمال الأردن إلى جنوب البحر الميت بقوة . وفي قرية الكرامة اشتبكت القوات العاصفه فتح بالاشتراك مع فرقه مدفعيه واحده من الجيش الأردني وسكان تلك المنطقة في قتال شرس بالسلاح الأبيض ضد الجيش الإسرائيلي في عملية استمرت قرابة الخمسين دقيقة. واستمرت بعدها المعركة بين قوات فتح الفلسطينية والقوات الإسرائيلية أكثر من 16 ساعة، اصدر الملك حسين اوامره للجيش الأردني بعد التدخل بالمعركة مما اضطر الإسرائيليين إلى الانسحاب الكامل من أرض المعركة تاركين وراءهم ولأول مرة خسائرهم وقتلاهم دون أن يتمكنوا من سحبها معهم. وتمكنت قوات العاصفه التابعة لحركه فتح في هذه المعركة من تحقيق النصر والحيلولة دون تحقيق إسرائيل لأهدافها. 

## ايقاف العمل العسكري

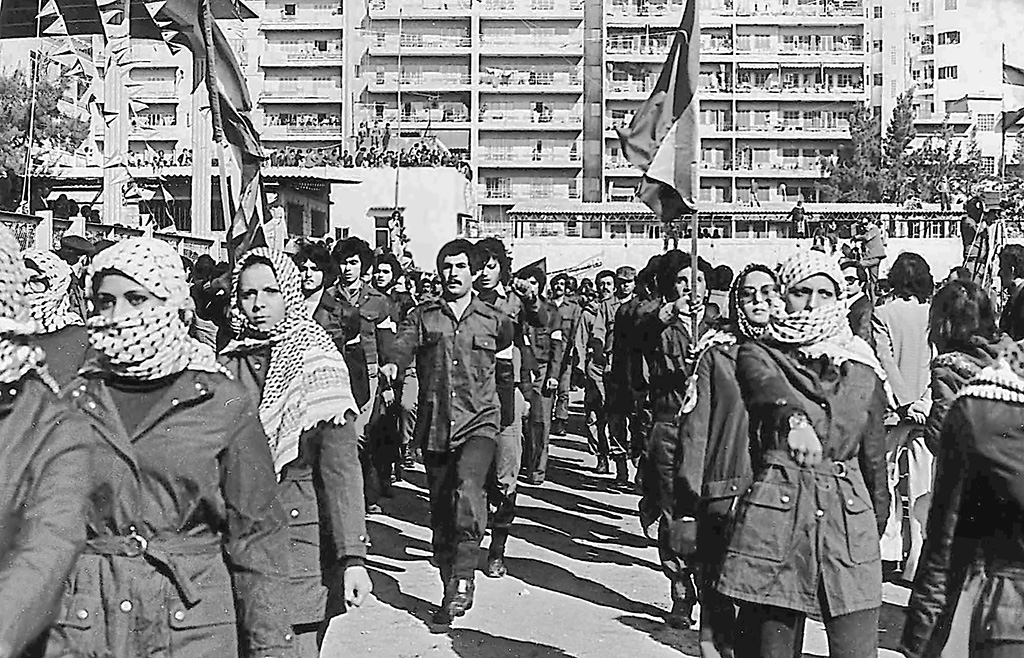
فدائيوا وفدائيات حركة فتح في لبنان عام 1979

تعتبر العاصفة الجناح العسكري الأقوى منذ 1965 وحتى عام 1982 بعد ذلك برزت أجنحة متعددة لحركة فتح منها كتائب شهداء الأقصى وكتائب الشهيد أحمد أبو الريش الذراع العسكرية لحركة فتح، بدأت نشاطاتها منذ بداية الانتفاضة الفلسطينية الثانية، بالإضافة إلى مجموعة الفهد الأسود و«الجيش الشعبي» التي نشطت خلال الانتفاضة الفلسطينية الأولى، وانتهت هذه الحركة من العمل المسلح بعد مجيئ السلطة الفلسطينية إلى الأراضي الفلسطينية، حيث تم توقيع اتفاقية للسلام مع الكيان الصهيوني عام 1993 ولكن هذا السلام لم يدم طويلا حيث أن حركة فتح قامت بالانتفاضة الثانية، والتي اندلعت في 28 سبتمبر 2000 وتوقفت فعلياً في 8 فبراير 2005 بعد اتفاق الهدنة الذي عقد في قمة شرم الشيخ والذي جمع الرئيس الفلسطيني المنتخب حديثاً وقتها محمود عباس ورئيس الوزراء الإسرائيلي أرئيل شارون، قامت الأخيرة بانهاء العمل المسلح في الضفة الغربية لكافة الفصائل الفلسطينية مع بقاء قطاع غزة الجزء الوحيد من الأراضي الفلسطينية الذي يحتفظ بالمقاومة المسلحة، نتيجة لسيطرة حركة حماس عليه بعد الانقلاب العسكري التي قامت فيه في عام 2007.

## في البرلمان للسلطة الوطنية الفلسطينية
في الانتخابات التشريعية في 20 يناير 1996، حصل ممثلوا حركة فتح على الأكثرية البرلمانية محتلين 55 مقعدا من أصل 88 وفي الانتخابات التشريعية في 25 يناير 2006، خسرت الحركة الأكثرية البرلمانية في المجلس التشريعي الفلسطيني لتفوز بها حركة حماس، مع «احتفاظ» فتح بالرئاسة الفلسطينية.
في الانتخابات التشريعية في أبريل 2006 خسرت حركة فتح أغلبية مقاعد المجلس التشريعي الفلسطيني لصالح حركة حماس، حيث حصلت على 45 من أصل 132، أما حركة حماس فقد حصلت على 74 مقعدا من أصل 132.

## اتفاقية أوسلو
في عام 1993 وافق المجلس الوطني لمنظمة التحرير متمثلا بقيادته فتح وبحضور الرئيس الأمريكي السابق بل كلنتون، وافق على إضافة المفاوضات بجانب الكفاح المسلح للوصول إلى سلام عادل وشامل وتم الاعتراف بإسرائيل وبحقها في الوجود... وبهذا تكون فتح أضافت بند المفاوضات إلى جانب الكفاح المسلح الذي تم التأكيد عليه في المؤتمر العام الذي حصل مؤخرا للحركة في بيت لحم.
وتعاني حركة فتح من انحسار دورها إقليميا بعد وفاة مؤسسها وزعيمها الراحل ياسر عرفات وانفصال غزة عن الضفة الغربية بعد سيطرة حركة حماس على قطاع غزة، وخسارتها بالانتخابات والانقسامات بين قادتها التاريخين في الآراء والتوجهات تجاه عملية السلام وغيرها من التوجهات الحركية.

## الاعتراف بإسرائيل وعملية التسوية
اعترفت فتح ومنظمة التحرير الفلسطينية بأحقية إسرائيل في الوجود على الأرضي التي احتلتها قبل العام 1967، واختارت نهج المفاوضات لاسترداد الأراضي التي احتلت عام 1967 لتقيم عليها دولة وفق المقررات الدولية التي تنص على حق عودة الاجئين وفق القرار 194 والقرارات المطالبة بانسحاب إسرائيل من الأراضي التي احتلتها عام 1967 مع الاحتفاظ بالحق الطبيعي للشعوب في مقاومة الاحتلال.

## الانقسام الفلسطيني

### انطلاقة فتح ال 48
في الثالت من يناير 2013 احتفلت حركة فتح بانطلاقتها لأول مرة بعد انقطاع دام خمس سنوات بسبب الانقسام الفلسطيني، وافقت الحكومة في قطاع غزة بقيادة إسماعيل هنية على طلب حركة فتح اقامة مهرجان انطلاقتها عقب اتفاق المصالحة الوطنية الأخير في القاهرة، وقد اختلف الطرفان على مكان اقامة المهرجان، حيث رفضت الحكومة في غزة اقامته على أرض الكتيبة الخضراء التي تقام على أرضها مهرجانات الانطلاقة عادة.
اتفق الطرفان على اقامة حفل الانطلاقة على أرض السرايا، وفي ليلة الحفل آثر العشرات من أنصار حركة فتح لمبيت في أرض السرايا، وخصصت حركة فتح 50 قاربا لنقل الجماهير من المحافظات الجنوبية (رفح وخانيونس) إلى مكان الحفل وذلك لتفادي الازدحامات المرورية. احتشد مئات الآلاف من أنصار حركة فتح في ساحة السرايا والمباني المحيطة بها، وازدحمت شوارع غزة بالمواطنين الذين تدفقوا إلى مكان المهرجان منذ ساعات الصباح الباكر.
أدت وفاة شاب واصابة 35 شخصا خلال التدافع في مهرجان الانطلاقة إلى ايقاف فعاليات المهرجان الذي كان من المفترض ان يبدأ ظهيرة يوم الجمعة.

## التورط بحصار غزة
ساهمت حركة فتح بحصار غزة بشكل مباشر وغير مباشر، ففي نهاية شهر فبراير 2016 وعلى لسان عضو اللجنة المركزية للحركة عزام الأحمد تعهدت بإحباط جهود إقامة ميناء بحري لغزة واعترف خلال لقاء تلفزيوني بإفشال حركة فتح والسلطة لمحاولات حل مشكلة كهرباء قطاع غزة... فيما كشفت القناة العبرية العاشرة في 29 فبراير 2016 النقاب عن زعيم حركة فتح الرئيس محمود عباس لمشروع مد خط كهربائي جديد لقطاع غزة.

## الانشقاقات
عرفت الحركة منذ السبعينات عدة انشقاقات مختلفة الأهمية.
- سنة 1974 انشق مسؤول الحركة في العراق، صبري البنا (أبو نضال) مؤسسا حركة فتح/ المجلس الثوري.
- سنة 1980 انشق عدد من أعضاء الحركة تحت قيادة عبد الكريم حمدي (أبو سائد) مؤسسين حركة فتح/ مسيرة التصحيح.
- في مايو 1983، وبعد أقل من عام من خروج قوات منظمة التحرير من بيروت، انشقت مجموعة من القيادات بدعم سوري، مؤسسة فتح - الانتفاضة.[17] كان من أهم المنشقين نائب قائد قوات العاصفة أبو صالح والعقيدين أبو موسى وأبو خالد العملة. أدى هذا الانشقاق إلى اندلاع عدة معارك في البقاع وطرابلس والمخيمات دامت عدة سنوات وشاركت فيها فصائل فلسطينية ولبنانية والجيش السوري.

## قيادات الحركة
- ياسر عرفات (أبو عمار)، أحد مؤسسي الحركة وقائدها العام. (توفي في باريس عام 2004)
- خليل الوزير (أبو جهاد)، أحد مؤسسي الحركة وأحد قادتها الرئيسيين (إغتيل في تونس عام 1988 على يد الموساد الإسرائيلي)
- صلاح خلف (أبو إياد)، أحد مؤسسي الحركة وأحد قادتها الرئيسيين (إغتيل في تونس عام 1991 على يد منظمة أبو نضال)
- أبو علي إياد أو وليد شريم
- هايل عبد الحميد (أبو الهول)، عضو لجنة فتح المركزية المسؤول عن جهاز الأمن والمعلومات (إغتيل في تونس عام 1991 على يد منظمة أبو نضال)
- كمال عدوان (اغتيل في بيروت عام 1973)
- محمود عباس (أبو مازن)
- محمد جهاد العموري (أبو جهاد)، أحد القادة المؤسسين والرئيسيين للحركة، وعضو لجنتها المركزية الأسبق.[18][19]
- مختار بعباع (أبو فراس)، من القادة المؤسسين للحركة، وعضو لجنتها المركزية الأولى.[20]

### المؤتمر السادس
| - محمود عباس - محمود العالول - سليم الزعنون - محمد راتب غنيم - عباس زكي | - مروان البرغوثي - ناصر القدوة - جبريل الرجوب - توفيق الطيراوي - صائب عريقات | - عثمان أبو غربية - محمد دحلان - محمد المدني - جمال محيسن - عزام الأحمد | - سلطان أبو العينين - حسين الشيخ - نبيل شعث - محمد اشتيه - الطيب عبد الرحيم |

## تنظيمات تابعة
- كتائب شهداء الأقصى
- العاصفة
- التنظيم
- طلائع الجيش الشعبي "كتائب العودة"

## الأجنحة العسكرية
- العاصفة
- مجموعات الفهد الأسود
- مجموعات صقور فتح
- كتائب شهداء الأقصى
- كتائب الشهيد أحمد أبو الريش
- كتائب الشهيد عبد القادر الحسيني

## وصلات خارجية
- فتح.. النشأة والتاريخ، الجزيرة نت
- حركة فتح بين التيارات المختلفة والبعد الفكري، الجزيرة نت، 26 أبريل 2007